# Eleni Antoniou

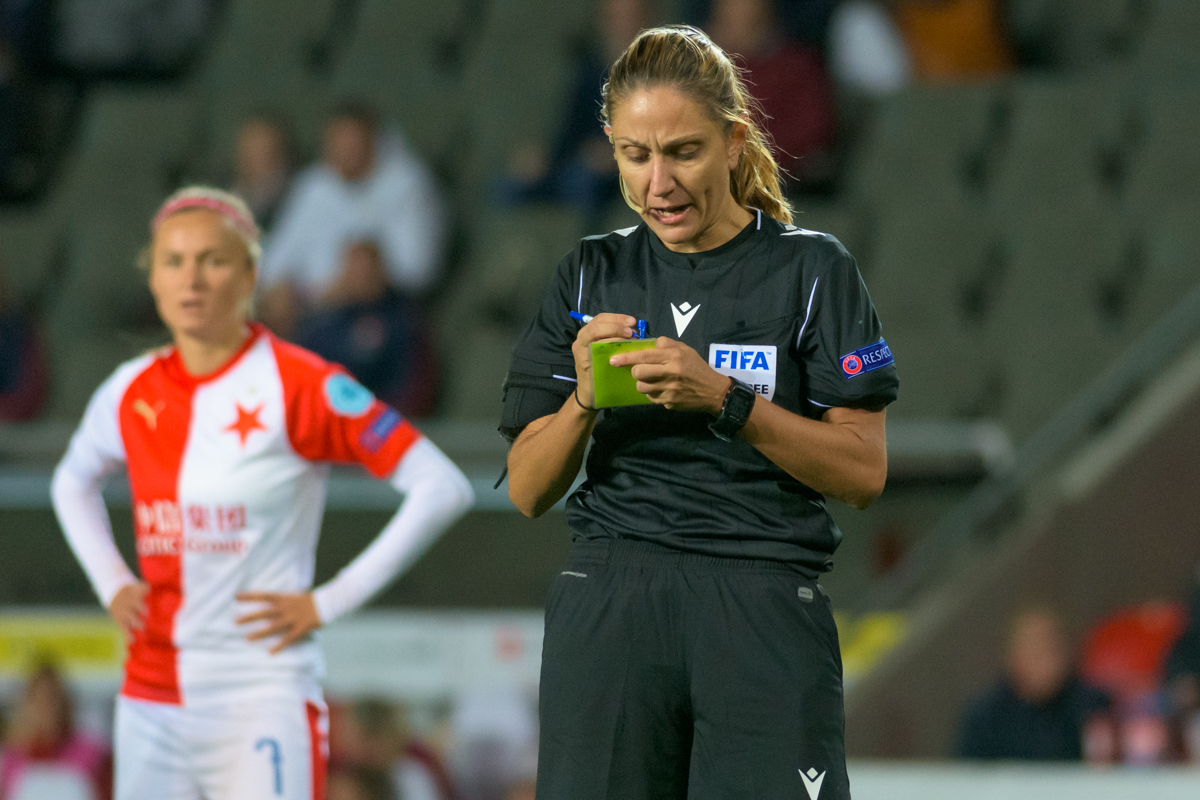
Eleni Antoniou bei einem Spiel in der Women’s Champions League (2019)

Eleni Antoniou (griechisch Έλενα Αντωνίου; * 28. März 1985) ist eine griechische Fußballschiedsrichterin.
Seit 2014 steht sie auf der Liste der FIFA-Schiedsrichter und leitet internationale Fußballpartien. Seit der Saison 2023/24 zählt sie zur Gruppe der UEFA-Elite-Schiedsrichterinnen.
Im Oktober 2017 leitete Antoniou mit der Partie BIIK Kazygurt gegen Glasgow City FC (3:0) erstmals ein Spiel in der Women’s Champions League.
Bei der U-17-Europameisterschaft 2016 in Belarus im Mai 2016 leitete Antoniou zwei Gruppenspiele und das Finale zwischen Spanien und Deutschland (0:0, 2:3 i. E.). Auch bei der U-19-Europameisterschaft 2018 in der Schweiz im Juli 2018 leitete sie zwei Gruppenspiele sowie das Halbfinale zwischen Norwegen und Deutschland (0:2).
Zudem leitete Antoniou Spiele in der Qualifikation zur Europameisterschaft 2022 (zwei Spiele) und in der europäischen WM-Qualifikation für die Weltmeisterschaft 2019 und 2023 (sechs Spiele).